# Scopula subcatenata
Scopula subcatenata är en fjärilsart som beskrevs av Louis Beethoven Prout 1932. Scopula subcatenata ingår i släktet Scopula och familjen mätare. Inga underarter finns listade.